# Fundacja Edukacja dla Demokracji
Fundacja Edukacja dla Demokracji (FED, ang. Education for Democracy Foundation) – zarejestrowana w 1989 polska fundacja o statusie organizacji pożytku publicznego.

## Historia
Fundacja rozpoczęła działalność w 1989 roku dzięki współpracy pedagogów polskich i amerykańskich, m.in. Amerykańskiej Federacji Nauczycieli w Polsce. W gronie założycieli znaleźli się Andrzej Janowski, Wiktor Kulerski, Janusz Onyszkiewicz, Edward Wieczorek, Jacek Woźniakowski, Jan Piotr Lasota-Hirszowicz, Sandra Feldman, Herbert Magidson, Diana Ravitch oraz Albert Shanker.
Za prowadzoną działalność Fundacja wyróżniona została nagrodą Democracy and Civic Society Award (1998), tytułami Instytucji Pro Publico Bono (2004), tytułem „Organizacja Pozarządowa Roku” 2008 Forum Ekonomicznego (2009) oraz medalem Polskiej Akcji Humanitarnej (2010).
Fundacja należy do EU-Russia Civil Society Forum i jest członkiem założycielem Związku Stowarzyszeń Grupa Zagranica oraz sieci Education for Democracy International Network EDIT-net. Od stycznia 2012 uczestniczy w Koalicji na rzecz samorządów uczniowskich. Współpracuje m.in. z Polsko-Amerykańską Fundacją Wolności oraz Uniwersytetem Michigan, a w przeszłości także z Moskiewską Szkołą Edukacji Obywatelskiej. Od 2019 Fundacja uczestniczy w konsorcjum (wraz z FRDL i FRSI), które zostało wybrane Operatorem Funduszu programu regionalnego ACF – Fundusz Aktywnych Obywateli. Ponadto Fundacja współpracuje z PAFW przy kilku programach grantowych, m.in. w latach 2020-2023 była operatorem Funduszu Pomocowego dla Organizacji Pozarządowych oraz Inicjatyw Obywatelskich, od 2022 pozostaje operatorem programu Wspieramy Ukrainę, a od 2024 współoperatorem programu Kurs na Odporność.

## Działalność

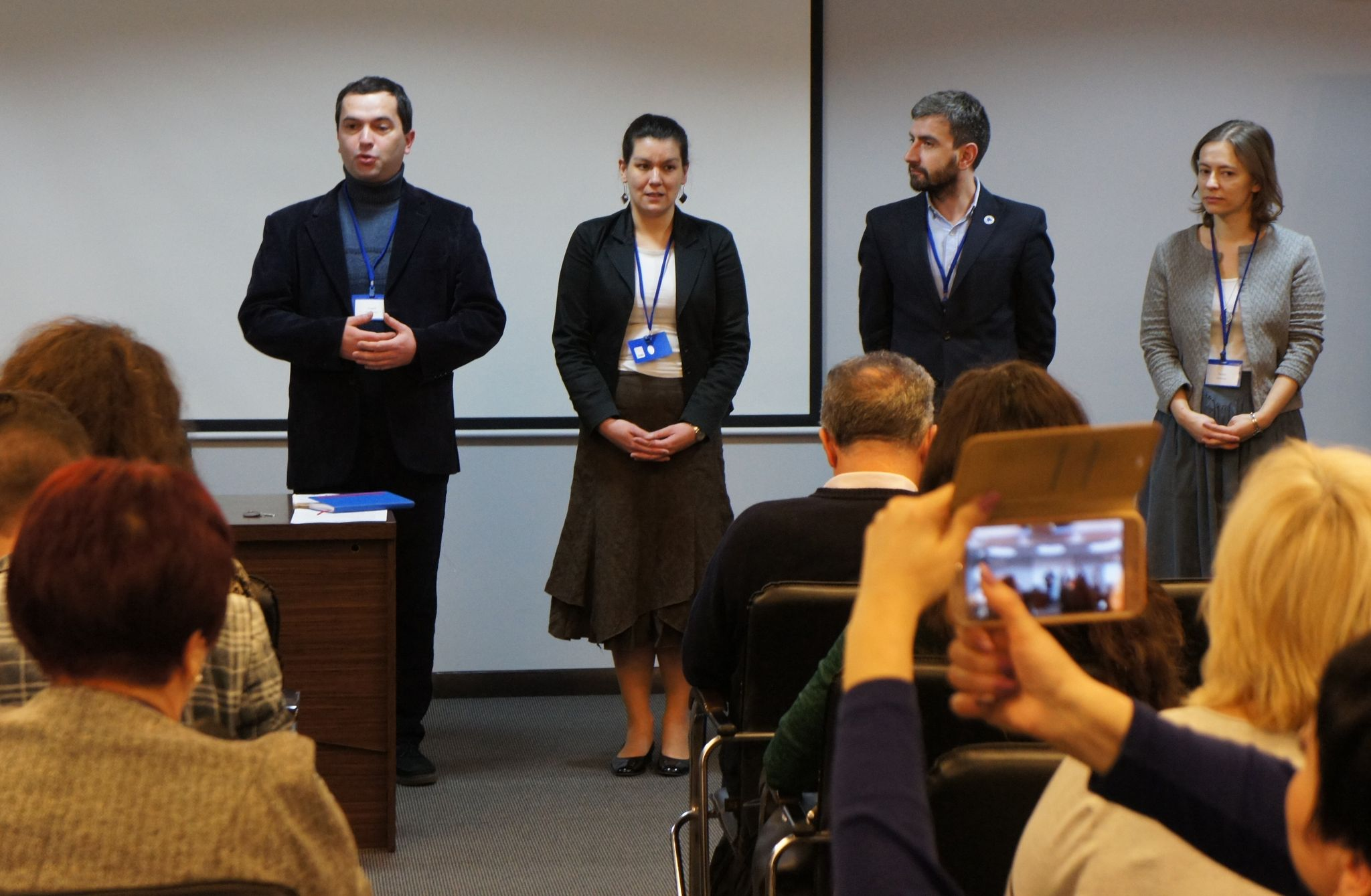
Forum podsumowujące projekt Decentralizacja w praktyce – uczymy się od siebie nawzajem we Lwowie (2018)

Działalność Fundacji koncentruje się wokół trzech obszarów:
- Uspołecznienie i demokratyzacja szkoły;
- Aktywność i odpowiedzialność obywatelska;
- Solidarność globalna.

Aktualne działania i programy:
- Program RITA – Przemiany w regionie – program Polsko-Amerykańskiej Fundacji Wolności, którego celem jest przekazywanie doświadczeń z polskiej transformacji do państw Europy Środkowo-Wschodniej, Kaukazu i Azji Centralnej[16]
- Edukacja Globalna – program, w ramach którego organizowany jest m.in. konkurs regrantingowy dla polskich organizacji pozarządowych na działania z zakresu edukacji globalnej i edukacji rozwojowej[17][18]
- Szkoła.PL – Program wsparcia szkół uzupełniających – program skierowany do polskich szkół uzupełniających znajdujących się poza granicami Rzeczypospolitej Polskiej[19]
- Edukacja obywatelska za granicą – w ramach programu realizowane były projekty w takich krajach jak: Armenia, Azerbejdżan, Białoruś, Gruzja, Mołdawia, Rosja, Tadżykistan, Tunezja, Uzbekistan[20]
- Budowanie potencjału i promocja samorządności uczniowskiej w Polsce – projekt, którego celem jest poprawa funkcjonowania samorządów uczniowskich w wybranych szkołach województwa lubelskiego, mazowieckiego, podlaskiego i świętokrzyskiego[21]
- Mniejszości aktywne lokalnie – projekt skierowany do mniejszości białoruskiej, czeskiej, litewskiej, niemieckiej, słowackiej i ukraińskiej w celu zwiększenia aktywności obywatelskiej ich przedstawicieli w życiu publicznym, zwłaszcza w wymiarze lokalnym[22]
- Szlak Sakralnej Sztuki Barokowej im. Michaela Willmanna[23] – projekt prowadzony wspólnie z Uniwersytetem Wrocławskim oraz Domem Spotkań im. Angelusa Silesiusa, którego celem jest aktywizacja lokalnych społeczności, zwrócenie uwagi na zabytki sakralnej sztuki barokowej na Śląsku oraz ułatwienie dostępu do nich[24]. Doświadczenia ze Śląska wykorzystywane są przy tworzeniu szlaku barokowego na Białorusi[25] oraz przy współpracy z partnerami z Bułgarii[26]
- Portal współpracy międzynarodowej i wspierania społeczeństwa obywatelskiego w regionie Europy Wschodniej i Azji Centralnej – Civicportal.org[27]

## Władze Fundacji
Rada Fundacji
- Małgorzata Naimska – Przewodnicząca Rady Fundacji
- Bogumiła Berdychowska-Szostakowska
- Andrzej Dakowski
- Marek Frąckowiak
- Maciej Kozyra
- Tomasz Maracewicz
- Jerzy Wiśniewski

Zarząd
- Martyna Bogaczyk – Prezes Zarządu
- Jacek Podolski – Wiceprezes Zarządu
- Natalia Kertyczak
- Agnieszka Świeczka